# Anautogenia
In entomologia, l'anautogenia è una strategia riproduttiva nella quale la femmina adulta di un insetto deve nutrirsi di un particolare alimento (in genere il sangue di animali vertebrati) prima di deporre le uova, affinché le uova possano maturare. Questo comportamento è più frequente tra le specie di insetti appartenenti all'ordine dei Ditteri, come ad esempio le Zanzare (Culicidae). Gli animali anautogeni spesso fungono da vettori per malattie infettive nei loro ospiti a causa del loro contatto con il sangue dei portatori. Il tratto opposto (all'adulto non serve un pasto speciale per riprodursi con successo / produzione delle prime uova senza pasto di sangue) è noto come autogenia.